# عبد الرحمن بكر صباغ
عبد الرحمن بكر صباغ، أحد أهم الرواد في التعليم في المملكة العربية السعودية.

## أهم أعماله
- تلقى تعليمه الأولي في مكة المكرمة.
- في عام 1343هـ/1924م عمل معلمًا في المدرسة الفخرية الأهلية التي تحولت في عام 1348هـ/1929م إلى مدرسة حكومية.
- عمل مديرًا لعدد من المدارس الأهلية الابتدائية في: مكة المكرمة وينبع وجازان.
- عين مفتشًا بوزراة المعارف في: منطقة المدينة المنورة ومنطقة حائل.
- عين مديرًا للمدرسة السعودية الابتدائية بالطائف عام 1364هـ/1944م، ويتذكر عبد الرحمن صبغ ذلك التعيين قائلاً: " توفي مدير مدرسة الطائف الأستاذ محمد بخش يرحمه الله، فقرر مدير المعارف نقلي إلى إدارة مدرسة الطائف وذلك في المحرم سنة 1346هـ (1944م)، ومدرسة الطائف هذه كانت الابتدائية الوحيدة وبنايتها قديمة من العهد العثماني بوصفها مدرسة رشدية، ووافقني في شخوصي إلى الطائف معيناً للتدريس الأستاذ حسن ألطف، والأستاذ جميل شقدار (يرحمه الله)، كما كان بالمدرسة الشايخ حسن صيرفي (يرحمه الله) وحسن منصوري، ومحمد سعيد كمال، وعدنان كتبي، وعبد الإله صحرة وفي هذه السنة بدأ فتح أول لمدرسة ثانوية بالطائف ضمن بناية المدرسة الابتدائية وأحضر لها مدرس مصري، وهذا ضمن التغير في الوضع التعليمي الذي قام به السيد/ طاهر الدّباغ بإنشاء مدارس ثانوية إلى جانب كل مدرسة ابتدائية على غرار تحضير البعثات لتغذية الدراسات الجامعية، وقد كملت هذه المدرسة.

.

## مؤلفاته
- المبادئ الصحية في مقرر السنة الثالثة التحضيرية.
- القواعد الصحيحة في مقرر السنة السادسة الابتدائية، وكان مؤلفًا مشاركًا مع الأستاذ محمد بخش.
- سنن الكائنات في مقرر السنة السادسة والخامسة الابتدائية، وكان مؤلفًا مشاركًا مع الأستاذ عمر عبدالجبار.
- رجال في الميزان.
- تربية النشئ في المنزل والمدرسة (جزئين) والمجتمع (مازال لم ينشر).
- ذكريات مدرس.
- وله عدد من المقالات المنشورة في كل من صحيفة البلاد وصوت الحجاز والرياض [2]

## وصلات خارجية
- صباغ، عبد الرحمن بكر، 1327 هـ -